# 奧森湖
54°26′38″N 13°27′50″E / 54.443930°N 13.464020°E
奧森湖（德語：Ossen），是德國的湖泊，位於該國東北部梅克倫堡-前波美拉尼亞州，由西波美拉尼亞-魯根郡負責管轄，長0.8公里、寬0.7公里，面積0.4平方公里，是白尾海雕、灰鶴、普通翠鳥、大麻鷺和長腳秧雞的棲息地。